# Unité urbaine d'Esnandes
L'unité urbaine d'Esnandes est une unité urbaine française constituée par la commune d'Esnandes, petite ville de la deuxième couronne périurbaine de l'aire d'attraction de La Rochelle, située au nord de la Charente-Maritime sur le pertuis Breton.

## Données générales
En 2020, l'INSEE a procédé à une redéfinition des zonages des unités urbaines de la France ; celle d'Esnandes a été créée formant une ville isolée selon la nomenclature de l'Insee qui lui a donné le code 17102. 
En 2021, avec 2 103 habitants, elle constitue la 40e unité urbaine de Charente-Maritime et appartient à la catégorie des unités urbaines de 2 000 à 4 999 habitants.
Sa densité de population qui s'élève à 282 hab/km² en 2021 en fait une  unité urbaine densément peuplée en Charente-Maritime; la densité moyenne du département étant de 96 hab/km² en 2021 .

## Délimitation de l'unité urbaine de 2020
Unité urbaine d'Esnandes dans la délimitation de 2020 et population municipale de 2021
| Commune urbaine | Superficie | Population | Densité de population | Statut       |
| --------------- | ---------- | ---------- | --------------------- | ------------ |
| Esnandes        | 7,45 km²   | 2 103 hab. | 282 hab/km²           | Ville isolée |

## Sources et références
1. ↑  Composition de l'unité urbaine d'Esnandes en 2020 - Source : Insee